# Сайнаволок (район Петрозаводска)
Сайна́волок (карел. Sainiemi) — жилой район Петрозаводска, территория, ограниченная с юга Выгойнаволоком, с запада — Южной промзоной, с севера — районом Ключевая, с востока — Петрозаводской губой Онежского озера.

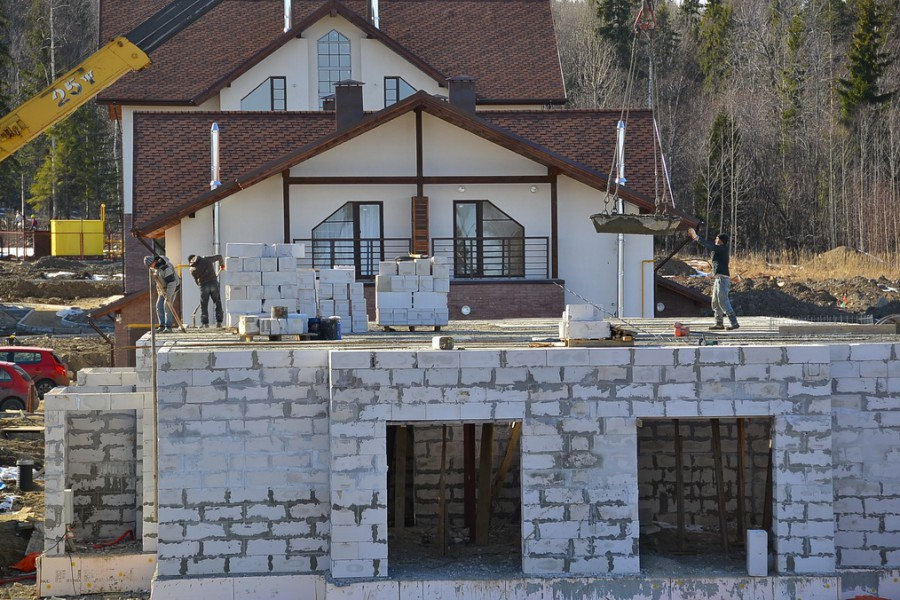
Сайнаволок

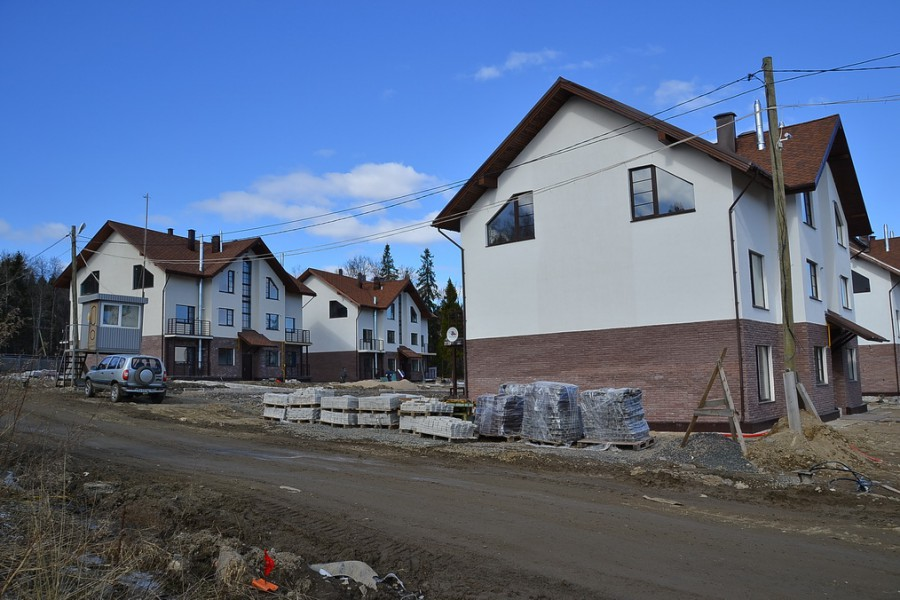
Сайнаволок

В настоящее время рядом с Сайнаволоком ведётся строительство малоэтажного жилого комплекса «Новый Сайнаволок».

## История
Самое крупное поселение древнего человека на современной территории Петрозаводска обнаружено в окрестностях Сайнаволока. Оно состояло из более чем 20 таких жилищ. Некоторые из них соединялись друг с другом коридорами, образуя из 2—3 жилищ общий дом.
В 1963 году учеными Петрозаводского института языка, литературы и истории Академии наук СССР в окрестностях Сайнаволока были осуществлены раскопки, в результате которых выяснилось, что здесь на одном и том же месте существовало поселение древнего человека как эпохи неолита, названное археологами «стоянка Вигайнаволок-1», так и поселение эпохи энеолита (медно-каменный век), названное «стоянка Вигайнаволок-2». Было найдено несколько тысяч предметов инвентаря и утвари, орудий, украшений, фрагментов керамики. Среди них топоры, тесла, точильные бруски, рыболовные крючки, наконечники стрел и дротиков. Интересен тот факт, что найденная керамическая утварь энеолитического периода представлена как прибалтийско-финскими (540 фрагментов), так и прибалтийско-новгородскими образцами (77 фрагментов).
В научных кругах стоянка Вигайнаволок-1 широко известна в качестве эталонного поселения эпохи неолита Северной Европы. Наиболее интересные находки, такие как реставрированный большой керамический сосуд (диаметр и высота 50—60 см.), представлены в Национальном музее Республики Карелия.
Результаты раскопок опубликованы в Археологическом сборнике «Новые памятники истории древней Карелии» («Стоянка Вигайнаволок-1», Г. А. Панкрушев, А. П. Журавлев. Издательство «Наука», Москва-Ленинград, 1966 год, стр. 152—177).
В XVIII в. пожня в Сайнаволоке принадлежала унтер-шехмейстеру Дейхману.
В Сайнаволоке имеется крупная естественная популяция внесенных в «Красную Книгу Карелии» вязов — гладкого и шершавого. Отдельные вязы при этом достигают высоты в 25 м и диаметра 60—70 см.. В районе Сайнаволока проходит северная граница произрастания вяза шершавого.
С Сайнаволоком связана[как?] жизнь А. М. Линевского. Александр Михайлович около 20 лет (в 1950-х и 1960-х гг.) проживал в частном доме в Сайнаволоке, здесь написаны главы его главного романа «Беломорье». Рядом, на бывшей даче Министерства иностранных дел КФССР проживали молодые научные сотрудники Карельского филиала АН СССР.
В 1930-х гг. в Сайнаволоке находился Дом отдыха.
В советское время в Сайнаволоке находилось подсобное хозяйство Петрозаводского городского совета, пионерский лагерь (в 2011 г. неэксплуатируемое здание пионерлагеря частично сгорело).

## Топонимика
За первой частью названия «Сайнаволок» скрыта характеристика местности, а именно карельское и вепсское слово savi — «глина». Звук «v» в положении между гласными очень неустойчив и может исчезнуть. Второй элемент названия выражен старым новгородским словом «наволок» со значением «мыс, полуостров». Таким образом, «Сайнаволок» — это глинистый мыс. Действительно, городской район Сайнаволок примыкает к мысу вдающийся в Онежское озеро, который на современной карте назван мыс Сальнов. Название «Сайнаволок» — символично для истории Петрозаводска, с одной стороны свидетельствует о влиянии скандинавской карельской культуры, а с другой стороны, новгородской, русской истории города.
Для дореволюционного периода характерно также название Сальнаволок.

## Транспорт
А 1944-1946 гг.в Сайнаволоке действовала узкоколейная железная дорога, по которой с берега озера на судостроительный завод 789 вывозилась аварийная древесина, необходимая для восстановления завода.
Впервые автобусное сообщение с районом было организовано от площади Антикайнена в 1950-е годы. Оно было сезонным и организовалось для доставки отдыхающих на пляж летом.
В начале 1960-х годов рейсы на Сайнаволок отправлялись от загородной автостанции, впоследствии до Сайнаволока продлевались городские маршруты в середине 1960-х годов № 3 Сулажгора-Ключевая, в 1970-х № 5 Автоколонна 1126-Сайнаволок, также существовали укороченные рейсы от ул. Судостроительной и от Фабрики валяной обуви.
В середине 1990-х на Сайнаволок заходил ряд автобусных рейсов до Птицефабрики.
В 2000-х — начале 2010-х годов администрацией города предпринимались попытки организации до Сайнаволока регулярный автобусных рейсов, однако организуемые маршруты работали непродолжительное время и закрывались. В настоящее время автобусное сообщение отсутствует.
В 1950-е годы планировалась постройка пассажирской пристани Сайнаволок, до 1977 г. имелась служебная площадка Петрозаводского гидроаэропорта.
Рядом с Сайнаволоком проходила ветка железной дороги от станции Каменный Бор до нефтебазы, использовавшаяся для подвоза цистерн, в конце 2010-х гг. разобрана, полотно используется жителями города как «тропа здоровья» из Ключевой в Сайнаволок.
В настоящее время в район заходит автобусный маршрут № 5.

## Комплексная застройка Сайнаволока
В августе 2013 года Администрация Петрозаводского городского округа утвердила проект планировки кварталов малоэтажной жилой застройки микрорайона. Проект планировки предусматривает комплексное освоение территории в целях жилищного строительства.

## Газификация района
В середине двухтысячных годов муниципальная модульная котельная в Сайнаволоке была переведена на природный газ (метан). В 2012 году газопровод среднего давления был реконструирован (многократно увеличен диаметр и пропускная способность). С 2013 года в Сайнаволоке началось строительство квартальных сетей газоснабжения низкого давления для газоснабжения жилых объектов. По состоянию на 30 апреля 2014 года газифицировано 11 жилых домов.

## Улицы
- 1-й Родниковый переулок
- 2-й Родниковый переулок
- 3-й Родниковый переулок
- 4-й Родниковый переулок
- 5-й Родниковый переулок
- Родниковый проезд — от мыса Сальнов до Вознесенского шоссе

## Географические объекты
- Петрозаводская губа Онежского озера
- ручей Каменный
- мыс Сальнов